# Kostermanthus robustus
Kostermanthus robustus är en tvåhjärtbladig växtart som beskrevs av Ghillean `Iain' Tolmie Prance. Kostermanthus robustus ingår i släktet Kostermanthus och familjen Chrysobalanaceae. Inga underarter finns listade i Catalogue of Life.